# 唐哲
唐哲（1905年—1993年），字心膺，号季善，曾用名哲公，男，四川广安人，中华人民共和国医学教育家、政治人物，曾任湖北省人大常委会副主任，湖北省政协副主席，第三、四、五、六届全国政协委员。